# Lacs Quill
À ne pas confondre avec le lac Quill, situé en Nouvelle-Zélande
Les lacs Quill ou lacs La Plume sont trois plans d'eau saumâtre à sursalée et endoréiques situés dans la province canadienne de la Saskatchewan. Ils sont situés à 150 km au nord de la capitale provinciale Régina et à 150 km à l'est de la ville de Saskatoon. Ces lacs, réunis en un seul depuis 2010, constituent le second plus grand lac salé du Canada. Ils se distinguent par la richesse de leurs eaux en sulfates et comme halte migratoire et lieu de nidification pour nombre d'espèces d'oiseaux.

## Toponymie
Les noms des lacs : Quill ou La Plume sont liés historiquement à la récolte sur le site de plumes destinées à l'écriture et envoyées en Angleterre. On distingue d'ouest en est trois lacs. Le premier, le grand lac Quill : le lac Big Quill ; le second médian : le lac Middle Quill ou lac Mud Quill et enfin le troisième le petit lac Quill : lac Little Quill. À ces trois lacs on peut ajouter la restriction du petit Quill : Little Quill Restriction séparée du petit lac Quill par une digue,,.

## Situation
Les lacs Quill se situent au sud-est de la province de Saskatchewan. Depuis Régina, la capitale provinciale on y accède par la route provinciale 6 dite CanAm après un trajet de 160 km vers le nord (150 km à vol d'oiseau). Depuis Saskatoon, l'accès se fait par la route Yellowhead, qui borde la rive sud des lacs, après un trajet de 170 km vers l'est (150 km à vol d'oiseau).
La région est une vaste plaine aux ondulations douces essentiellement consacrée à l'agriculture : céréales, colza, lin, fourrage et à l'élevage. Les lacs s'étendent sur les municipalités rurales de : Prairie Rose n°309, Big Quill n°308, Elfros n°307, Lakeview n°337 et Lakeside n°338. Les principales localités voisines sont Wynyard et Wadena,,.

## Hydrographie

### Bassin hydrographique
Le bassin versant forme une cuvette qui s'étend sur environ 8 760 km2 dont le centre est occupé par les trois lacs Quill. Ce sont d'ouest en est : le grand lac Quill (Big Quill Lake) mesurant 400 km2, le lac Quill médian (Mud Lake) mesurant 14 km2 et le petit lac Quill (Little Quill Lake) mesurant 150 km2. Depuis 2010, ces trois lacs ont fusionné en un seul plan d'eau qui en 2017 atteint 780 km2. Le bassin versant s'étend sur une plaine peu accidentée dont l'altitude oscille entre 520 m au centre au niveau des lacs et dans la dépression au sud-ouest qui la relie au lac de la Dernière-Montagne situé sur le bassin versant de la rivière Qu'Appelle. Au sud se trouve le seul relief un peu marqué, le mont Touchwood à 647 m. À l'ouest un seuil bas proche de 540 m d'altitude, dans l'axe du petit lac Quill mène à la vallée de la rivière Whitesand affluent de l'Assiniboine. Au nord du bassin l'altitude peut atteindre 600 m.
Le bassin est drainé par de nombreux cours d'eau qui convergent vers les lacs Quill. Ce sont au nord, d'ouest en est : les rivières Romance, Ironspring, Wimmer, Quill, le ruisseau Paswegin ; à l'est les rivières Milligan et Duck Hunting ; au sud, d'est en ouest les ruisseaux Jolly, Magnusson et Wynyard. Le bassin comprend aussi d'autres lacs en particulier le lac Foam à l'est et le lac Ponass au nord-est.

### Morphologie
Le lac est d'origine pro-glaciaire. Il s'est formé lors de la déglaciation dans une cuvette libérée de glace à l'arrière d'une moraine frontale de glacier.
Les lacs connaissent, du fait de leur endoréisme, d'importantes variations de leurs niveaux en fonction de la pluviométrie du bassin versant. Ainsi entre 2005 et 2023, les précipitations importantes entrainent une élévation du niveau du grand lac Quill de 6 m et de 2 m pour le petit lac Quill. En 2010, la montée du niveau des eaux amène à la fusion des trois lacs Quill,.
| année               | 1969    | 1971    | 1972    | 1973    | 1974      | 1975    | 1978    |
| ------------------- | ------- | ------- | ------- | ------- | --------- | ------- | ------- |
| mois                | juillet | juillet | mars    | juillet | septembre | juillet | juillet |
| niveau              | 514,684 | 514,756 | 514,688 | 514,814 | 515,111   | 515,384 | 515,623 |
| année               | 1979    | 1980    | 1981    | 1982    | 1989      | 1991    | 1992    |
| mois                | juillet | juillet | juillet | juillet | juillet   | juin    | juillet |
| niveau              | 516,035 | 515,775 | 515,527 | 515,364 | 514,157   | 513,903 | 513,744 |
| année               | 2012    | 2013    | 2014    | 2015    | 2016      | 2017    | 2018    |
| niveau de juillet   | 519,683 | 519.724 | 520,241 | 520,509 | 520,660   | 520,802 | 520,707 |
| niveau moyen annuel | -       | -       | -       | 520,428 | 520,604   | 520,717 | 520,587 |
| année               | 2019    | 2020    | 2021    | 2022    |           |         |         |
| niveau de juillet   | 520,444 | 520,275 | 519,835 | 519,879 |           |         |         |
| niveau moyen annuel | 520,376 | 520,151 | 519,801 | 519,681 |           |         |         |

L'ancien grand lac Quill ( lac Big Quill) et le nouveau lac Quill issu de la fusion des trois lacs constituent le second lac salé du Canada après le lac Manitoba et devant le lac La-Vieille. Il fait partie des six plus grand lacs salés endoréiques d'Amérique du Nord.

### Paramètres physico-chimiques
La salinité des eaux varie beaucoup en fonction du niveau des lacs, ce dernier dépendant de la pluviométrie sur le bassin versant. Historiquement les teneurs en sels dissouts mesurées, oscillent entre 9 g/l et 70 g/l. Par comparaison, l'eau de mer a une teneur en sels de 35 g/l alors que l'eau douce ne dépasse pas 1 g/l. En cas de débordement, la teneur en sels dissouts est estimée à 7,5 g/l. Ces eaux apportées par la rivière Saline viendraient alors se mélanger à celle du lac de la Dernière-Montagne à la salinité six fois inférieure. Les ions dominants sont le sodium (Na+) qui représente 46,5% des cations et l'ion sulfate (SO2–
4) qui représente 84,4% des anions ,.
Les eaux du fait de la faible profondeur sont peu stratifiées. Elles présentent des paramètres physico-chimiques de teneur en sels, en oxygène ; de température et de pH qui sont peu influencés par la profondeur.
| Profondeur (m) | teneur en sels dissouts (g/l) | teneur en oxygène (mg/l) | température (°C) | pH   |
| -------------- | ----------------------------- | ------------------------ | ---------------- | ---- |
| 0              | 24,87                         | 6,25                     | 16,03            | 8,71 |
| 1              | -                             | 6,25                     | 16,03            | 8,71 |
| 2              | -                             | 6,02                     | 15,89            | 8,70 |
| 3,3            | -                             | 5,39                     | 15,62            | 8,70 |

## Écologie

### Protection et classement
Au niveau provincial, le Saskatchewan Critical Wildlife Habitat Protection Act protège 18 000 ha aux lacs Quill. Les îles du lac Quill médian sont classées refuges provinciaux de vie sauvage afin de préserver le Pélican d'Amérique (Pelecanus erythrorhnchos) et le Cormoran à aigrettes (Phalocrocorax auritus). La zone humide bénéficie aussi du programme saskatchewanais pour les marais patrimoniaux (Saskatchewan Heritage Marsh Program).
Au niveau fédéral, le refuge d'oiseaux migrateurs du lac Quill est supprimé en 1952. Deux nouveaux refuges sont institués pour le remplacer : au lac Opuntia et au lac Neely, tous deux en dehors du bassin versant des lacs Quill,.
Au niveau international, cette zone humide bénéficie du label site Ramsar depuis 1987, sur 63 500 ha ainsi que du statut de réserve d'oiseaux de rivage de l'hémisphère occidental (Western Hemispheric Shorebird Reserve) dans la catégorie internationale depuis 1994,.

### Flore
Les espèces végétales proprement aquatiques sont peu diversifiées du fait de la salinité des eaux. Le Potamot (Potamogeton pectinatus) domine ces communautés aquatiques. Parmi les autres plantes immergées on rencontre aussi : Zannichellia palustris appartenant à l'ordre des Najadales comme le Potamot ainsi que des algues vertes du genre Chara.
Les roselières qui bordent les rives des lacs sont plus diversifiées. Elles sont dominées par les Massettes (Typha latifolia) et des Joncs appartenant aux genres Scirpus (S. maritimus, S. acutus, S. validus, S. americanus), Eleocharis (E. Palusris, E. acicularis, E. parvula), Juncus (J. Balticus) ou encore le Roseau fausse-fétuque (Scolochloa festucacea). Dans les années 1990, la baisse du niveau des eaux sur le petit lac Quill entraine l'émergence de prés salés colonisés par le Laiteron des champs (Sonchus arvensis), l'Armoise bisannuelle (Artemisia biennis), une Salicorne (Salicornia rubra) et Puccinellia nuttalliana,.

### Faune
La faune peu diversifiée est dominée par de petits crustacés copépodes du genre Diaptomus et branchiopodes du genre Artemia. Ces deux espèces sont l'objet d'une pêche destinée à la nourriture pour aquarium.
L'avifaune est remarquable. Les îles du lac médian servent de site de nidification pour le Pélican d'Amérique et le Cormoran à aigrettes. Les  lacs servent aussi de halte lors des migrations saisonnières au printemps (mai-juin) et en automne (juillet-août). On peut compter, alors, entre 60 000 et 155 000 oiseaux simultanément sur le site. Ce sont surtout des Oies des genres Branta, Chen et Anser : jusqu'à 85 000 individus, des Canards : jusqu'à 100 000 individus et des Grues (Grus Canadensis) : jusqu'à 12 000 individus. Les limicoles sont aussi très présents, ils profitent des vasières qui bordent les lacs. Ceux faisant étapes au printemps dans leur migration vers le nord sont : le Phalarope hyperboré (Phalaropus lobatus), le Bécasseau à échasses (Calidris himantopus), le Bécasseau à croupion blanc (C. fuscicollis), le Bécasseau minuscule (C. minutilla) et le Bécasseau sanderling (C. alba). À l'automne les espèces qui font étapes sont souvent différentes : Phalarope hyperboré, Bécassin à long bec (Limnodromus scolopaceus) et d'autres espèces appartenant au même genre, le Bécasseau à échasse, le Bécasseau semipalmé (C. pusilla), le Petit Chevalier (Tringa flavipes) et la Barge hudsonienne (Limosa haemastica),,.
Les routes migratoires sont connues grâce entre autres au baguage. C'est le cas du Bécasseau maubèche sous-espèce rufa (Calidris canutus rufa), classé en voie de disparition. Il se reproduit, à la belle saison, dans l'archipel arctique canadien, au Nunavut, fait une halte sur les lacs de Saskatchewan en particulier les lacs Quill avant de revenir hiverner sur la côte texane sur la golfe du Mexique. Pour les Bécasseau semipalmé (C. pusilla) qui font étape au lacs Quill, la reproduction se fait dans l'ouest de l'Arctique. À partir de début juillet, les premiers individus migrent vers le sud. Ce sont des oiseaux non reproducteurs ou dont l'accouplement est resté infécond. Les adultes reproducteurs leur succèdent de fin juillet à début août suivis par les jeunes quelques semaines après. Leurs sites d'hivernage se trouvent sur la côte pacifique de l'Amérique centrale et du nord-ouest de l'Amérique du sud ,.
La nutrition des oiseaux, sur le petit lac Quill, le lac médian et la restriction du petit lac Quill, se compose surtout de tubercules de Potamot (Potamogeton pectinatus) pour les Barges hudsoniennes et marbrées tandis les bécassins à long bec et les Bécasseaux à échasses consomment surtout des larves de diptères chironomes.
Parmi les espèces en danger fréquentant le lac, on note le Pluvier siffleur ( Chardrius melodus) qui niche sur le site mais aussi : le Faucon pèlerin (Falco peregrinus), la Grue blanche (Grus americana) ou les déjà cités Pélican d'Amérique et Cormoran à aigrettes.

## Économie
Une usine produit à Wynyard du sulfate de potassium à partir de l'eau du grand lac Quill. La production se fait selon deux méthodes : par échange d'ion ou par le processus de glasérite. Dans ce deuxième cas, une réaction entre le sulfate de sodium et du chlorure de potassium génère le sulfate de potassium. La production annuelle est de 40 000 tonnes. Le premier process fourni un sulfate de potassium très pur, utilisé dans les industries pharmaceutique et alimentaire, tandis que le second process fourni un sel destiné à l'agriculture comme engrais pour les cultures à forte valeur ajoutée ou certains usages industriels. L'usine est fondée par Potash corporation of Saskatchewan, une société publique provinciale, en 1984, En 1991, elle est reprise par une partie de ses employés dans le cadre de la société Big Quill Ressources. Elle est revendue en 2011 à Compass Minerals, une société étasunienne basée à Overland Park dans le Kansas, pour 56 millions de dollars canadiens,,,,.